# General Manager
General Manager – ofte forkortet til GM – er en stilling der er mest udbredt i nordamerikansk holdsport som f.eks. MLB, NFL, NBA og NHL. En General Manager har mange arbejdsopgaver på og omkring holdet. Han er som oftest ikke træner for holdet, men han står over træneren i organisationen og kan f.eks. fyre træneren hvis resultaterne svigter. Det er også General Managerens opgave at forhandle kontrakter med spillere og hele staben af trænere, talentspejdere og andet personnel i klubben.
En af de allervigtigste arbejdsopgaver er at forhandle trades med de andre klubber i ligaen. Et trade er kort fortalt en byttehandel mellem to eller flere klubber hvor spillere, draft valg og i sjældne tilfælde også penge kan udveksles mellem de involverede klubber.
En anden vigtig opgave for en General Manager er det førnævnte draft, hvor det er General Manageren der har det overordnede ansvar for hvilke spillere som klubben vælger.
Ligesom træneren står til ansvar overfor sin General Manager, så står en General Manager til ansvar overfor klubbens præsident og i sidste ende klubbens ejer og risikerer altså at miste jobbet såfremt klubbens præsident ikke er tilfreds med General Managerens håndtering af sine mange arbejdsopgaver.